# Bertrand Westphal
Bertrand Westphal (Strasburgo, 10 maggio 1962) è un docente francese.

## Biografia
Professore di letteratura comparata, insegna all'Università di Limoges dal 1998. Dal 2000 al 2019 ha diretto l'unità di ricerca «Espaces Humains et Interactions Culturelles», (EA 1087, poi UR 13334), che ha contribuito a creare. Prima di assumere l'incarico a Limoges, ha insegnato presso la Libera Università di Lingue e Comunicazione I.U.LM. di Milano (1987-1992) e presso l'Università degli Studi della stessa città (1992-1998). È stato Visiting Professor alla Texas Tech University (2005) e alla University of North Carolina Charlotte (2013-2015). Dal 2023 è titolare di una cattedra fondamentale (geocritica) presso l'Institut Universitaire de France (I.U.F.). 

## Opere
Bertrand Westphal è l'iniziatore della geocritica, uno dei principali approcci letterari alla rappresentazione dello spazio umano. Dopo aver curato la prima opera collettiva sul tema (La géocritique mode d'emploi), ha pubblicato il saggio La Géocritique. Réel, fiction, espace nel 2007, presso le Editions de Minuit. Questo libro è stato tradotto in inglese e in varie altre lingue. La traduzione italiana,  eseguita da Lorenzo Flabbi, è uscita nel 2009 (Geocritica. Reale finzione spazio, Armando Editore). Geocritica pone le basi dell'omonima teoria (spazio-temporalità o rapporto tra rappresentazioni dello spazio e del tempo; trasgressività o mobilità delle rappresentazioni spaziali; referenzialità o rapporto tra il referente cosiddetto "oggettivo" e le sue rappresentazioni fittizie; leggibilità generale degli spazi referenziali). Nel 2011, Bertrand Westphal ha dato seguito al suo saggio del 2007 con Le Monde plausible. Espace, lieu, carte, che propone uno studio diacronico dei modelli di rappresentazione spaziale, distinguendo tra spazio aperto e luogo chiuso e ponendo particolare attenzione alle carte geografiche. Nel 2013, quest'opera è stata tradotta in inglese (Stati Uniti) da Amy Wells con il titolo The Plausible World. Nel 2016, un terzo saggio pubblicato da Minuit stabilisce un legame tra l'approccio geocritico e gli studi di world literature, ponendo l’accento sull'esame della cartografia artistica. Pubblicato nel 2016, il saggio  La Cage des méridiens. La littérature et l'art contemporain face à la globalisation, ha vinto il prestigioso Prix littéraire Paris-Liège l'anno successivo. È stato tradotto in cinese nel 2023. Nel 2019, un quarto saggio, Atlas des égarements. Etudes géocritiques, è stato pubblicato dalle Editions de Minuit. Quest'opera completa la "trilogia geocritica" dal punto di vista della cartografia artistica. Nel 2023, Bertrand Westphal ha pubblicato L'Infini culturel. Théorie littéraire et fragilité du divers, presso la casa editrice Brill. Questo nuovo libro propone una lettura critica della world literature e della francofonia, nonché un esame della nozione di etnocentrismo.      
Bertrand Westphal è autore di vari altri libri, tra cui Roman et Evangile (2000), dedicato alla trasposizione, in senso narratologico, di episodi o personaggi dei Vangeli nel romanzo europeo contemporaneo. È anche autore di L'œil de la Méditerranée. Une odyssée littéraire (2005), che raccoglie una serie di studi sui luoghi del Mediterraneo, e Austro-fictions. Une géographie de l'intime (2010), che esplora le opere di una dozzina di scrittori austriaci contemporanei.
Bertrand Westphal è intervenuto numerose volte in italiano in occasione di conferenze o articoli pubblicati in riviste italiane.